# 東彼杵道路
東彼杵道路（ひがしそのぎどうろ）は、長崎自動車道の東そのぎインターチェンジからハウステンボス入口までをつなぐ地域高規格道路（計画段階）。

## 概要
- 1994年（平成6年）12月16日に候補路線に指定された。
- 2020年（令和2年）に国土交通省は計画段階評価手続に着手した[1]。国土交通省は3つのルート案を提示した[1]。

1. 山側に迂回するルート
2. 大村湾沿いを通るルート
3. 国道205号を4車線に拡幅する案

山側に迂回するルートと大村湾沿いを通るルートは、短縮効果が国道205号を4車線に拡幅する案よりも高いと評価されている。一方で山側に迂回するルートと大村湾沿いを通るルートは、国道205号から東彼杵道路へのアクセスがインターチェンジに限定されるとしている。
- 2022年（令和4年）12月15日に開催された九州地方小委員会で海側別線ルート案が採択された[2][3]。